# 戈梅斯城
戈梅斯城（法語：Gometz-la-Ville，法語發音：[ɡɔmɛs la vil] ⓘ）是法国法蘭西島大區埃松省的一个市镇，属于帕莱索区。

## 地理
戈梅斯城（48°40'18"N, 2°7'41"E）面积9.86 平方千米，位于法国法蘭西島大區埃松省，该省份为法国北部内陆省份，北起上塞纳省和马恩河谷省，西接厄尔-卢瓦省和伊夫林省，南至卢瓦雷省，东临塞纳-马恩省。
与戈梅斯城接壤的市镇（或旧市镇、城区）包括：伊韦特河畔日夫、布里苏福尔日、圣雷米莱舍夫勒斯、戈梅斯勒沙泰勒、让夫里、利穆尔、莱莫利耶尔。

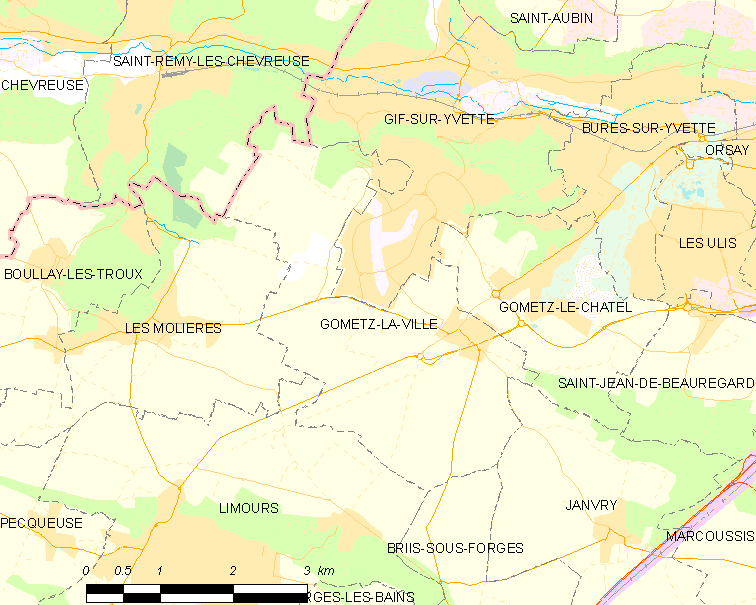
戈梅斯城的OSM定位图

戈梅斯城的时区为UTC+01:00、UTC+02:00（夏令时）。

## 行政
戈梅斯城的邮政编码为91400，INSEE市镇编码为91274。

## 政治
戈梅斯城所属的省级选区为伊韦特河畔日夫县。

## 人口

1962-2008年间戈梅斯城人口变化图示

戈梅斯城于2022年1月1日时的人口数量为1512人。